# Cyril Geoghegan Velodrome
Das Cyril Geoghegan Velodrome ist eine offene Radrennbahn im südafrikanischen Durban. Die Bahn war Veranstaltungsort der Afrikanischen Bahnmeisterschaften, die vom 21. bis zum 24. März 2017 stattfanden. Zudem wird sie für nationale Bahnradwettbewerbe und Meisterschaften genutzt.

## Die heutige Radrennbahn
Der Bau des Cyril Geoghegan Velodrome wurde im Mai 1980 in Angriff genommen, am 20. Dezember 1981 wurde es eröffnet. Der Belag der Bahn besteht aus rosafarbenen vorgefertigten Betonplatten, die auf Strebepfeilern angebracht sind. Die Bahn verfügt über „monster bends“ (Riesenkurven), die mit kurzen Geraden verbunden sind. Sie ist 333 Meter lang und hat eine Kurvenüberhöhung von 42 Grad. Eine Flutlichtanlage erlaubt auch Abendrennen. Die Rennen können nur von der Haupttribüne aus verfolgt werden, da die Bahn hochgelegt ist. Geplant war eine zusätzliche Nutzung durch den örtlichen Reitklub.
Die Radrennbahn wurde benannt nach dem Radsportler und ehemaligen Präsidenten des südafrikanischen Radsportverbandes (1961–1971) Cyril „Go“ Geoghegan (den Spitznamen „Go“ erhielt er wegen seiner energischen Art). Geoghegan war in den 1930ern Jahren erfolgreich vorwiegend Steherrennen gefahren. Da Geoghegan, obwohl er sich engagiert für den Bau der Bahn eingesetzt hatte, nicht unumstritten war, gab es zunächst eine starke Opposition gegen die Benennung des Stadions nach ihm, die sich aber nicht durchsetzen konnte. Der Grund für die Kritik war, dass Geoghegan sich angesichts des Sportboykotts gegen Südafrika nicht energisch genug für die Verhinderung der sportlichen Isolation eingesetzt habe.
2017 fanden auf dem Cyril Geoghegan Velodrome die Afrikanischen Bahnmeisterschaften statt.
Im Rahmen der Bewerbung um die Ausrichtung Commonwealth Games 2022 gab es Überlegungen, das Cyril Geoghegan Velodrome an die internationalen Erfordernisse anzupassen. Für die dabei entstehenden Kosten könne man aber genau so gut eine neue Radrennbahn in einer Halle bauen, so die Berechnungen.

## Vorgänger-Bahnen
Ende des 19. Jahrhunderts wurde in Durban die erste Radrennbahn in der Nähe des zentral gelegenen Albert Park gebaut, in einer Gegend, in der vorzugsweise die weiße Oberschicht ansässig war. Im Innenraum befand sich ein Cricketfeld. Auf dieser Bahn fanden mehrfach nationale sowie regionale Meisterschaften bis zum Ausbruch des Ersten Weltkriegs statt. Von 1915 bis 1919 war Radrennsport in Südafrika untersagt.
Anfang der 1920er Jahre wurde eine neue Radrennbahn rund um einen Sportplatz für Leichtathletik und Cricket im Norden des Stadtzentrums gebaut, das Lords Ground Athletics and Cycling Stadium am Old Fort. Die Bahn war 460 Yards (rd. 420 Meter) lang und hatte einen Belag aus Makadam. 1924, 1927, 1932 und 1940 wurden hier nationale Meisterschaften ausgetragen. Sie wurde 1954 niedergelegt, um mehr Platz für die Leichtathletik zu schaffen.
1938 stürzte der 18-jährige Durbaner Radsportler Ernest Bishop, der erst wenige Monate zuvor mit dem Bahnradsport begonnen hatte, während eines Rennens tödlich auf dieser Bahn.
In den 1950er Jahren wurde eine weitere Radrennbahn, das Wema Stadium neben einem Hostel für schwarze Wanderarbeiter errichtet, um das System der Apartheid im Sport durchsetzen zu können. Dort sollen 1957 südafrikanische Meisterschaften für Schwarze stattgefunden haben. Trotz Apartheid wurde schließlich das Wema Stadium von weißen Radsportlern für Trainingszwecke genutzt. Zusätzlich gab es eine Bahn in Currie’s Fountain, die später vorwiegend von indischen Sportlern sowie für Demonstrationen gegen das Apartheids-Regime genutzt wurde.
Nach drei Jahren ohne Radrennbahn, in denen die Sportler zum Training nach Pietermaritzburg fahren mussten, wurde 1958 das Kings Park Athletics and Cycling Stadium eröffnet. Der Belag war aus rosafarbenem Zement, die Bahn 460 Meter lang, die Kurvenüberhöhung betrug 33 Grad. Dreimal, 1958, 1968 and 1975, wurden auf dieser Bahn die nationalen Bahnmeisterschaften ausgetragen. Zunächst war die Radrennbahn nur für die Nutzung durch weiße Sportler gedacht, doch ab 1975 wurden auch farbige Radsportler zugelassen: „History was made at King’s Park Stadium on Saturday when coloured cyclists held their first club meeting. Daily News (Tuesday, January 28, 1975)“ Auch diese Bahn wurde 1979 niedergelegt, um das Gelände für die Leichtathletik zu vergrößern.